# Omertà
Az omertà vagy köznapi nyelven a hallgatás törvénye egy hallgatási és becsületkódex, amely fontosnak tartja a hallgatást a hatóságok vagy kívülállók általi kihallgatással szemben, különösen a bűnügyi nyomozás során; valamint mások törvénytelen tevékenységének szándékos figyelmen kívül hagyását és általában a beavatkozás elkerülését (pl, nem lép kapcsolatba a bűnüldöző szervekkel, ha bizonyos bűncselekményekről tud, tanúja vagy akár áldozata). Az omertà Dél-Olaszországból származik és napjainkig elterjedt, ahol a banditizmus vagy rablás és a maffia típusú bűnszervezetek (mint a Camorra, Cosa Nostra, ’Ndrangheta, Sacra corona unita és Società foggiana) jelen vannak. Hasonló kódexek mélyen gyökereznek a Földközi-tenger más területein is, többek között Spanyolországban, a görögországi Krétán és Korzikán, amelyek mindegyike közös vagy hasonló történelmi kultúrával rendelkezik mint Dél-Olaszország.
Az omertà kódexe Dél-Olaszországban és a más olaszországi területeken kívül, kisebb mértékben az Egyesült Államokban is létezik néhány olasz-amerikai negyedben, mint például Little Italy, különösen azokban a városrészekben, ahol az olasz-amerikai maffia erős befolyással bír, valamint az olasz etnikai enklávékban olyan országokban, mint Németország, Kanada és Ausztrália, ahol létezik olasz szervezett bűnözés. Hasonló becsületkódexek figyelhetők meg a zsidó-amerikai, görög-amerikai, albán-amerikai, orosz-amerikai, kínai-amerikai, afro-amerikai, spanyol-amerikai, örmény-amerikai és ír-amerikai városrészekben, valamint egyes motoros bandák körében. A besúgókkal szembeni megtorlás gyakori a bűnözői körökben, ahol gyakran olyan kifejezésekkel illetik őket, mint "patkányok" vagy "besúgók".

## A Kódex
Az Oxford English Dictionary szerint a szó fonológiája arra utal, hogy nem szicíliai eredetű; a ma már ritka spanyol hombredad szóból származhat, amely a szicíliai omu "férfi" szó után a férfiasságot jelenti. Azt is felvetették, hogy a szó a latin humilitas (alázat) szóból származik, amely egyes dél-olasz nyelvjárásokban umiltà, majd végül omertà lett; ezt a felvetést a szó földrajzi elterjedése nem igazán támasztja alá. 1970-es években az olasz parlament első maffiaellenes bizottsága Antonio Cutrera tekintélyére hivatkozva elfogadta az omu alapú eredetet, a spanyolra való hivatkozás nélkül.
Az omertà alapelve, hogy a személyes sérelmek rendezése érdekében nem szabad a törvényesen létrehozott hatóságoktól segítséget kérni. Cutrera szerint a cascittuni (besúgó) gyanúja a férfiasság legsúlyosabb bélyege. Akit sérelem ért, annak kötelessége saját érdekeit nézni, és maga megbosszulni a sérelmet, vagy találni egy pártfogót - de nem az államot -, aki megbosszulja.
Az omertà "az állami hatóságokkal való együttműködés vagy az állami hatóságok szolgálataira való támaszkodás kategorikus tilalmát jelenti, még akkor is, ha valaki bűncselekmény áldozata lett." Vezérelve szerint az embernek feltétlenül kerülnie kell, hogy beavatkozzék mások ügyeibe, és semmilyen körülmények között nem szabad tájékoztatnia a hatóságokat egy bűncselekményről; viszont ha indokolt, a saját magát vagy családját ért fizikai támadást személyesen megbosszulhatja vendettával, vagyis szó szerint vérbosszúval. A „törvény” értelmében még ha valakit olyan bűncselekményért ítélnek is el, amit nem ő követett el, akkor is inkább le kell töltenie a büntetését, semmint hogy információt adjon a rendőrségnek a valódi elkövetőről, s ez még akkor is érvényes, ha a tettesnek semmi köze a maffiához. A maffiakultúrán belül az omertà megszegése halállal büntetendő.
Az omertà a hatalommal szembeni lojalitás és szolidaritás szélsőséges formája. Egyik abszolút alaptétele, hogy mélyen megalázó és szégyenletes dolog elárulni még a leghalálosabb ellenséget is a hatóságoknak. Emiatt sok maffiával kapcsolatos bűntény megoldatlan marad. A maffia megfigyelői vitatkoznak arról, hogy az omertà-t a maffiával szembeni társadalmi konszenzus kifejeződéseként kell-e értelmezni, vagy inkább egy pragmatikus, elsősorban a félelmen alapuló válasz, ahogyan arra egy népszerű szicíliai közmondás, a Cu è surdu, orbu e taci, campa cent'anni 'mpaci ("Aki süket, vak és néma, száz évig fog békében élni") utal.
A következőképpen is leírták: "Aki a törvényre hivatkozik embertársa ellen, az vagy bolond, vagy gyáva. Aki rendőri védelem nélkül nem tud magára vigyázni, az mindkettő. Ugyanolyan gyáva dolog elárulni egy bűnözőt az igazságszolgáltatásnak, még ha a bűnei saját maga ellen irányulnak is, mint ahogyan egy sérelmet megbosszulni erőszak nélkül. Alávaló és megvetendő egy sebesült emberben, ha elárulja támadója nevét, mert ha felépül, természetesen számítania kell arra, hogy ő maga áll bosszút."

## Története
Az omertà a hallgatás kódexe, az egyik első maffiakutató, Antonio Cutrera, a közbiztonság egykori tisztje szerint. A férfiak ajkait még akkor is lezárja, ha a saját védelmükben szólalnak fel, és akkor is, ha a vádlott ártatlan a neki felrótt bűncselekményekben. Cutrera idézett egy bennszülött mondást, amelyet először (a legenda szerint) egy sebesült férfi mondott ki a támadójának: "Ha életben maradok, megöllek. Ha meghalok, megbocsátok neked."
A szicíliaiak már jóval a Cosa Nostra megjelenése előtt elfogadták ezt a kódexet, amelyre nagy hatással lehetett az évszázados állami elnyomás és az idegen gyarmatosítás. Legalábbis a 16. században már megfigyelték a spanyol uralom elleni fellépés egyik módjaként.
Az olasz-amerikai maffiózó, Joseph Valachi 1963-ban megszegte az omertà kódexet, amikor nyilvánosan beszélt a maffia létezéséről, és tanúvallomást tett az Egyesült Államok szenátusának egyik bizottsága előtt. Ő lett az első az olasz-amerikai maffia újkori történetében, aki megszegte a véresküt. Szicíliában a pentito (olaszul: aki megbánta) jelensége szintén megtörte az omertàt.
A leghíresebb maffia-pentitók közé tartozik Tommaso Buscetta, az első fontos tanú Olaszországban, aki egyrészt segített Giovanni Falcone ügyésznek megérteni a Cosa Nostra belső működését, másrészt leírta a Szicíliai Maffia Bizottságot vagy Cupolát, a szicíliai maffia vezetőségét. Egyik elődjét, Leonardo Vitale-t, aki 1973-ban feladta magát a rendőrségnek, elmebetegnek ítélték, így vallomása csak saját maga és nagybátyja elítéléséhez vezetett.

## Omertà a sportban
A sportban a tiltott szerek sportolók általi használatával kapcsolatban széles körben jelentik az omertà-t. A Kerékpáros Független Reformbizottság 2015-ös jelentésében nem kevesebb, mint 17 alkalommal szerepel az "omertà" szó, és megállapította:
|  | „Egy korábbi sportigazgató úgy jellemezte az omerta rendszert, hogy a versenyzők egymás között nyíltan beszéltek a doppingról, és az omerta úgy működött a versenyzők között, hogy a doppingról nem beszéltek a nyilvánosság előtt. Egy tudományos tanulmány kiemelte, hogy azokat, akik a kerékpársporton belül megszegték a hallgatás kódexét, kiközösítették, és néha ki is szorították a sportágból, mert nem voltak hajlandóak támogatni a doppingolást, vagy nem voltak hajlandóak csatlakozni ahhoz. Bármely versenyző, aki mégis beszélt a doppingról, azzal szembesülhetett, hogy a mezőny többi tagja nem hivatalosan szankcionálja őt. .” |
|  | |

## Megjelenése a kultúrában
- Mario Puzo több az omertà és a Cosa Nostra elveire épülő regényt is írt. Legismertebb művei a A keresztapa (1969), A szicíliai (1984) és az Omertà (2000) című trilógia.[11]
- A The Fallout: New Vegas című videójátékban egy Omerták nevű gengszter törzs szerepel.
- A Lamb of God amerikai heavy metal együttes harmadik stúdióalbumáról, az Ashes of the Wake-ről megjelent az Omertà című dal, amely azzal kezdődik, hogy Randy Blythe énekes az omertàról szóló spoken word leírást ad elő. Drake 2019-ben jelentetett meg egy azonos című dalt Omertà címmel. A dalt Aubrey Graham / M. Samuels / O. Yildirim / D. Patrzek / E. Getachew írta.[12][13]

## Fordítás
- Ez a szócikk részben vagy egészben  az   Omertà című angol Wikipédia-szócikk ezen változatának fordításán alapul.  Az eredeti cikk szerkesztőit annak laptörténete sorolja fel. Ez a jelzés csupán a megfogalmazás eredetét és a szerzői jogokat jelzi, nem szolgál a cikkben szereplő információk forrásmegjelöléseként.